# سنقر تالابی

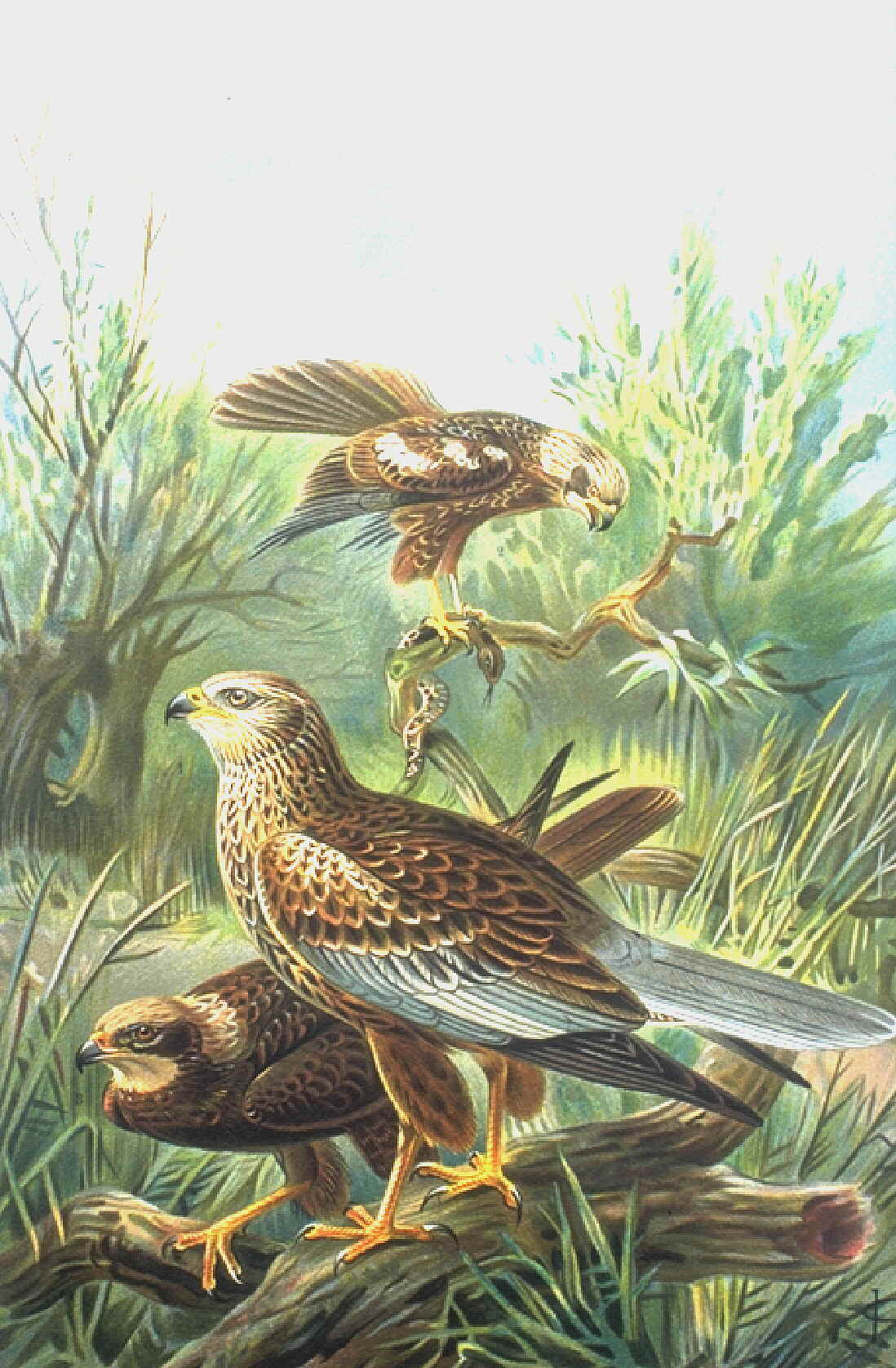
سنقر تالابی غربی

سنقرهای تالابی یا سنقرهای ماندابی (به انگلیسی: Marsh harrier) پرندگان شکاری از زیرتیرهٔ سنقرها هستند. آنها پرندگان شکاری با جثه متوسط و بزرگ‌ترین و پهن‌ترین بال‌ها هستند. بیشتر آنها با زمین‌های ماندابی و نیزارهای متراکم مرتبط هستند. آنها تقریباً در سراسر جهان، به استثنای قاره آمریکا یافت می‌شوند.
تا همین اواخر به‌طور کلی دو گونه به رسمیت شناخته شده بودند: سنقر تالابی (Circus aeruginosus) و سنقر تالابی آفریقایی (C. ranivorus). سنقر تالابی امروزه معمولاً به چندین گونه تقسیم می‌شود که گاهی به شش گونه می‌رسد. اینها عبارتند از  سنقر تالابی غربی (C. aeruginosus)، سنقر تالابی شرقی (C. spilonotus)، سنقر پاپوآیی (C. spilonotus spilothorax یا C. spilothorax)، سنقر باتلاقی (C. approximans)، سنقر رئونیون (C. maillar ordilardi). C. maillardi) و سنقر تالابی ماداگاسکاری (C. maillardi macrosceles یا C. macrosceles).

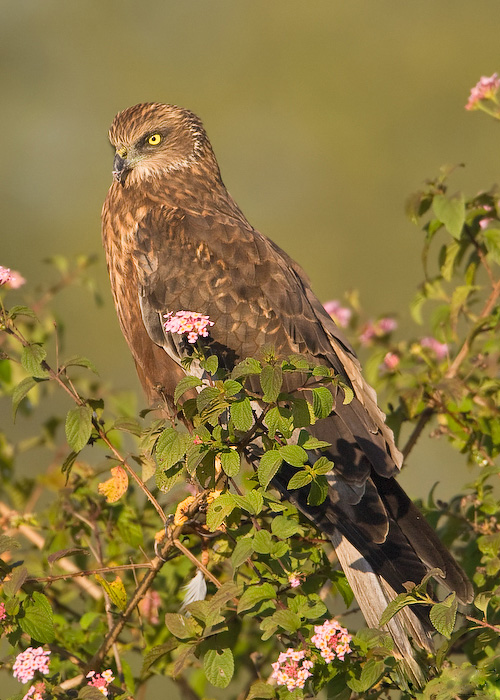
سنقر تالابی غربی

در آغاز قرن بیستم، سنقر تالابی در بریتانیا شکار شد تا منقرض شود. پس از معرفی دوباره از مناطق دیگر، جمعیت آن به‌طور پیوسته افزایش یافت تا اینکه ددت آن را به همراه دیگر شکارگران در دهه ۱۹۵۰ و ۱۹۶۰ تهدید کرد. از آن زمان، جمعیت به آرامی و پیوسته افزایش یافته است.

## گونه‌ها
- سنقر تالابی غربی
- سنقر تالابی شرقی
- سنقر تالابی آفریقایی
- سنقر تالابی ماداگاسکاری
- سنقر پاپوآیی
- سنقر رئونیون